# Johnny Hindmarsh

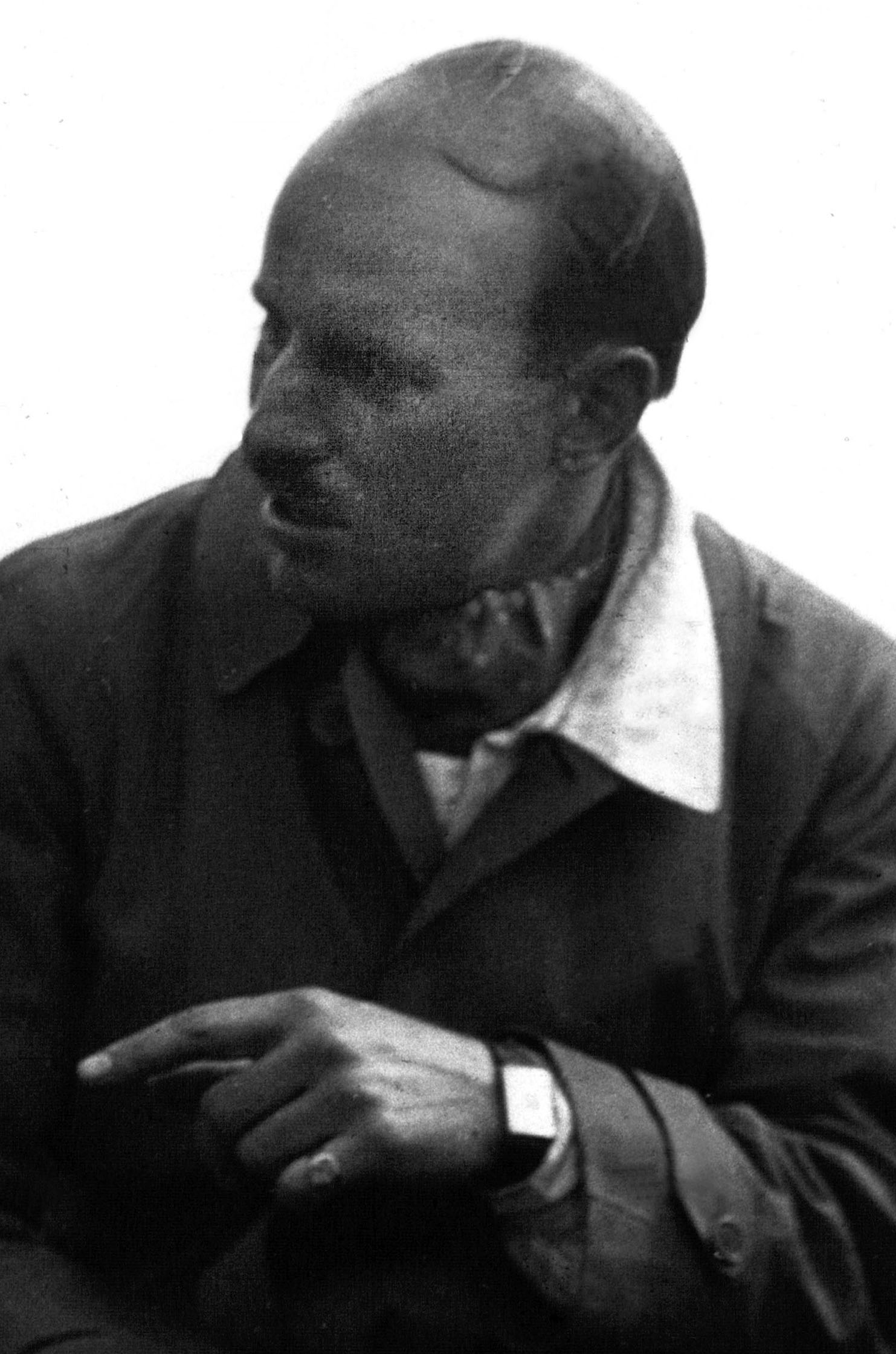
Johnny Hindmarsh 1935 in Le Mans

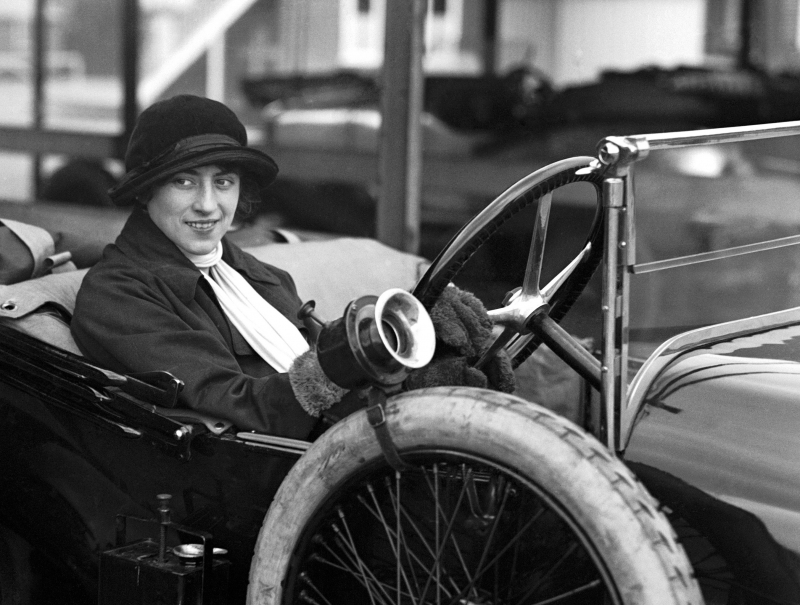
Violette Cordery, die Ehefrau von Johnny Hindmarsh 1919 in einem Eric-Campbell

John Stuart „Johnny“ Hindmarsh (* 25. November 1907 in Hastings; † 6. September 1938 in Brooklands) war ein englischer Flieger und Autorennfahrer.

## Familie und Ausbildung
Johnny Hindmarsh war der Sohn von Donald Stuart Hindmarsh und dessen Ehefrau Annie Stuart Campbell. Er erhielt seine Schulausbildung in der Sherborne School, einem Internat in der Kleinstadt Sherborne in der Grafschaft Dorset. Danach machte er eine Offiziersausbildung an der Royal Military Academy Woolwich (heute Royal Military Academy Sandhurst). 
Am 15. September 1931 heiratete er in Stoke d’Abernon, Elmbridge, die Rennfahrerin Violette Cordery (1900–1983), die in den 1920er-Jahren einige Geschwindigkeitsrekorde aufstellte. Das Paar hatte zwei Töchter, die Tochter Susan war mit dem Rennfahrer Roy Salvadori verheiratet. Johnny Hindmarsh war der Schwippschwager von Sir Noel Campbell Macklin (seine Frau Violette war die Schwester von Macklins zweiter Ehefrau Leslie Cordery (1896–1980), dem Gründer der Fahrzeughersteller Eric-Campbell, Silver Hawk Motors, Invicta Car und Railton sowie Vater des Rennfahrers Lance Macklin).

## RAF und Testpilot
Nach seiner militärischen Schulzeit in Woolwich, diente er als Offizier beim Royal Tank Regiment. Ende der 1920er-Jahre begann sein Interesse für die Fliegerei und er machte eine Ausbildung zum Piloten bei der No. 16 Squadron RAF am Old Sarum Airfield in Salisbury und der No. 4 Squadron RAF am Farnborough Airfield. 1935 quittierte er seinen Dienst bei der Royal Air Force und wurde Testpilot bei Hawker Siddeley. Johnny Hindmarsh verunglückte im September 1938, knapp 31 Jahre alt, bei einem Testflug mit einer Hawker Hurricane über der Rennstrecke von Brooklands tödlich.

## Karriere als Rennfahrer
Hindmarsh war ein leidenschaftlicher Amateurrennfahrer, der viele freie Wochenenden an den verschiedenen Rennstrecken verbrachte. Sein größter Erfolg im Motorsport war der Gesamtsieg beim 24-Stunden-Rennen von Le Mans 1935 gemeinsam mit Luis Fontés im Lagonda M45R Rapide. Im Talbot AO90 kam er mit Partner Tim Rose-Richards 1930 in Le Mans als Gesamtvierter ins Ziel.

## Statistik

### Le-Mans-Ergebnisse
| Jahr | Team                            | Fahrzeug                | Teamkollege         | Platzierung | Ausfallgrund      |
| ---- | ------------------------------- | ----------------------- | ------------------- | ----------- | ----------------- |
| 1930 | Fox & Nicholl                   | Talbot AO90             | Tim Rose-Richards   | Rang 4      |                   |
| 1931 | Arthur Fox & Charles Nicholl    | Talbot AV105            | Brian E. Lewis      | Ausfall     | Chassis gebrochen |
| 1934 | A.A. Rigby                      | Singer 1½ litre Le Mans | Brian E. Lewis      | Rang 7      |                   |
| 1935 | Arthur W. Fox & Charles Nicholl | Lagonda M45R Rapide     | Luis Fontés         | Gesamtsieg  |                   |
| 1937 | Arthur W. Fox                   | Lagonda LG45            | Charles Brackenbury | Ausfall     | Motorschaden      |